# 信仰治療
信仰治療（英語：Faith healing），是指對生理或心靈上的疾病，透過祈禱或靈修的方式而藉著上帝或神靈的力量進行醫治及治療。有科學界人士和哲學界人士認為，信仰治療屬於偽科學。也有醫護界機構認為，信仰治療對病人有一定程度的幫助，但可用宗教心理學的安慰劑解释。
透過祈禱或神靈干預治病，在古代歷史上是非常普遍的做法。 不少宗教聲稱可以透過其信仰治療眼盲、失聰、癌症、愛滋病、發展障礙、貧血、 關節炎 、 言語障礙、 多發性硬化症、 皮疹、全身麻痺、身體受傷等疾病。信徒相信，人們可以藉著祈禱，或參拜神社，或靠一個強烈的信念而治療這些疾病。

## 宗教證據及批判
一些意見認為，宗教治療的療效，能間接提供有上帝或超自然力量的證明。一些意見則認為，宗教治療，在排除假記憶、錯誤記憶及造假可能後，可能只是安慰劑效應及大腦作崇。